# Narva (rijeka)
Narva (est. Narva jõgi, u prošlosti i Narova) je pogranična rijeka na sjeverozapadu Rusije i sjeveroistoku Estonije čiji tok oblikuje prirodnu granicu između tih dviju država. Dugačka je 76,2 km i najveća je estonska rijeka po protoku vode. Izvire iz Čudskog jezera, teče kroz grad Narvu i ulijeva se u istoimeni zaljev, koji je dio Finskoga zaljeva. Narva daje drugi najveći dotok slatke vode u Finski zaljev (najveći dotok dolazi iz rijeke Neve).  Njezino porječje obuhvaća dijelove Rusije, Estonije, Latvije i najsjeverniji kutak Bjelorusije, a zajedno s Čudskim jezerom i Pskovskim jezerom južnije tvori prirodnu granicu Estonije i Rusije.
Po ovoj rijeci ime je dobila i neolitska narvska kultura i treći najveći grad Estonije tik uz granicu s Rusijom. Nasuprot graničnoj liniji nalazi se ruski grad Ivangorod. Na ušću Narve smješteno je turističko odmaralište Narva-Jõesuu.

## Etimologija
Etimologija toponima Narva nije jasna. Prema jednoj hipotezi izraz vuče korijen u finskoj riječi narva koja na baltofinskome jeziku Vepsu znači "vodopad" ili "potok".

## Geografija
Rijeka Narva istječe iz sjeveroistočnoga dijela jezera Peipus u blizini estonskoga naseljenog mjesta Vasknarva i ruskoga mjesta Skjamja. Postoji još nekoliko malih sela u gornjem dijelu rijeke na estonskoj i ruskoj strani, ali do grada Narve obale rijeke su uglavnom šumovite ili močvarne. Na ulazu u gradove Narvu i Ivangorod izgrađena je brana što je stvorilo akumulacijsko jezero Narva, koje se proteže do 38 kilometara uzvodno. Narva se ulijeva u istoimeni zaljev u blizini estonskoga grada Narva-Jõesuu, trećeg najvećeg naselja na rijeci nakon Narve i Ivangoroda.
Pljussa je najveća pritoka rijeke Narve, spaja se s rijekom u akumulacijskom jezeru s desne strane. U veliko Čudsko jezero ulijeva se mnogo veća ruska rijeka Velikaja, koja zajedno s Narvom čini rašireni slijev koji se prostire na teritoriju obaju zemalja.
Na jugoistočnome dijelu grada Narve nasuprot ruskom gradu Ivangorodu rijeka teče preko baltičkog Klinta tvoreći tako slapove Narve. Ti su slapovi prije izgradnje brane bili najveći u Europi. Prije nego bi voda stigla do slapova, otok Kreenholm ju dijeli na dva kraka tako da se slapovi račvaju. Slapovi Kreenholm zapadno od otoka široki su 60 metara i visoki 6,5 metara i slijevaju se  terasasto u grad. Slapovi Joala istočno od otoka široki su 110 metara i također formiraju više terasa, a sredinom njih prolazi međunarodna granica koja je i ujedno vanjska granica Europske unije, te šengenska granica.
Od stvaranja akumulacijskoga jezera Narva 1955. godine slapovi su gotovo prestali postojati, ali svake godine voda se ispušta iz jezera na nekoliko dana i slapovi se opet formiraju u punoj snazi. Tijekom ispuštanja vode pristup slapovima je ipak otežan jer se nalazi u graničnoj zoni, a većina zapadne obale Narve je privatno zatvoreno industrijsko zemljište.

## Povijest
Rijeku Narvu su Vikinzi koristili kao trgovački put od 5. do 11. stoljeća kao odvojak trgovačkog puta od Varjaga do Grka.
Narva je stoljećima bila važna granična rijeka. U 13. stoljeću to je bila granica srednjovjekovne Livonije i Novgorodske Republike. Premda je u ranijim razdobljima Narva bila dijelom veće tampon zone između tih dvaju teritorija, postupno je rijeka postala točnom granicom. Kao zaštita granične crte, na obalama rijeke izgrađen je dvorac Hermann početkom 14. stoljeća, tvrđava Ivangorod 1492. i dvorac Vasknarva u 14. stoljeću. Ugovori između Livonskog reda i Novgorodske republike (kasnije Ruskog carstva)  iz 15. stoljeća također priznaju Narvu kao granicu. U 17. stoljeću za vrijeme švedske Estonije kada je Ingrija također bila dijelom Švedske, važnost rijeke kao granice se značajno smanjila. Za vrijeme Ruskog Carstva, od kraja Velikog sjevernog rata do uspostave Republike Estonije 1918., Narva je bila granica Estonske gubernije i Gubernije Sankt Peterburga s izuzetkom grada Narve, koji je bio dio ove potonje. Ugovorom iz Tartua potpisanim 1920. estonsko-ruska granica išla je 10 kilometara istočnije od rijeke, a grad Ivangorod je tada bio dodijeljen Estoniji. Godine 1944. bivši estonski teritorij istočno od rijeke pripojen je Ruskoj SFSR i Narva je tako postala istočna granica Estonske SSR, tj. jedna od unutarnjih granica SSSR-a. Godine 1991. ista granica postala je de facto međudržavna granica Estonije i Rusije. Iako od tada nije ratificiran niti jedan službeni granični ugovor, danas je Narva istočna granica Europske unije i Schengenskoga područja.

## Mostovi
Rijekom Narvom prelazi samo nekolicina mostova između Narve i Ivangoroda. Osim brane akumulacije Narva, to su nizvodno:
- pješački most nizvodno od otoka Kreenholm
- Željeznički most Narva, dio željezničkog pravca Tallinn – Sankt Peterburg.
- "Most prijateljstva!, cestovni most autoceste Tallinn–Sankt Peterburg na E20 nizvodno od dvorca Hermann i tvrđave Ivangorod. Izgrađen je 1960. godine i dugačak je 162 metra.